# قائمة الفائزين بميداليات في الألعاب الأولمبية الصيفية في الملاكمة

## سجل الميداليات

### الرجال

#### وزن الذبابة الخفيف
- 1968 - 2008: حتى 48 كجم.
- 2012 - 2016: حتى 49 كجم.

| الدورة           | الذهبية                         | الفضية                            | البرونزية                                                   |
| ---------------- | ------------------------------- | --------------------------------- | ----------------------------------------------------------- |
| مكسيكو سيتي 1968 | فرانسيسكو رودريغيز (فنزويلا)    | جي يونغ جو (كوريا الجنوبية)       | هارلان ماربل (الولايات المتحدة) · هوبرت سكيربزاك (بولندا)   |
| ميونخ 1972       | جيورجي جيدو (المجر)             | كيم يو-جيل (كوريا الشمالية)       | رالف إيفانز (بريطانيا العظمى) · إنريكي رودريغيز (إسبانيا)   |
| مونتريال 1976    | خورخي هيرنانديز (كوبا)          | لى بيونغ-أوك (كوريا الشمالية)     | أورلاندو مالدونادو (بورتوريكو) · باياو بونتارات (تايلاند)   |
| موسكو 1980       | شامل سابيروف (الاتحاد السوفيتي) | هيبوليتو راموس (كوبا)             | إيفايلو مارينوف (بلغاريا) · لى بيونغ-أوك (كوريا الشمالية)   |
| لوس أنجلوس 1984  | بول غونزاليس (الولايات المتحدة) | سالفاتوري تودسكو (إيطاليا)        | مارسيلينو بوليفار (فنزويلا) · كيث مويلا (زامبيا)            |
| سول 1988         | إيفايلو مارينوف (بلغاريا)       | مايكل كارباخال (الولايات المتحدة) | روبيرت إيشازيجي (المجر) · ليوبولدو سيرانتيس (الفلبين)       |
| برشلونة 1992     | روجيليو مارسيلو (كوبا)          | دانيال بتروف (بلغاريا)            | جان كواست (ألمانيا) · Roel Velasco (الفلبين)                |
| أتلانتا 1996     | دانيال بتروف (بلغاريا)          | مانسويتو فيلاسكو (الفلبين)        | أوليغ كيريوخين (أوكرانيا) · رافاييل لوزانو (إسبانيا)        |
| سيدني 2000       | إبراهيم أسلوم (فرنسا)           | رافاييل لوزانو (إسبانيا)          | كيم أون تشول (كوريا الشمالية) · مايكرو روميرو (كوبا)        |
| أثينا 2004       | يان بارتيليمي (كوبا)            | أتاغون ياجينكايا (تركيا)          | تزو شيمينغ (الصين) · سيرجي كازاكوف (روسيا)                  |
| بكين 2008        | تزو شيمينغ (الصين)              | بورفدورجين سيردامبا (منغوليا)     | بادي بارنز (جزيرة أيرلندا) · يامبير هيرنانديز (كوبا)        |
| لندن 2012        | تزو شيمينغ (الصين)              | كايو بونغبرايون (تايلاند)         | بادي بارنز (جزيرة أيرلندا) · ديفيد أيربيتيان (روسيا)        |
| ريو 2016         | حسن بوي دوسماتوف (أوزبكستان)    | يوبيرجين مارتينيز (كولومبيا)      | جوانيس أرغيلاغوس (كوبا) · نيكو هيرنانديز (الولايات المتحدة) |

#### وزن الذبابة
- 1904: حتى 105 باوند (47.6 كجم)
- 1920–1936: حتى 112 باوند (50.8 كجم)
- 1948–1964: حتى 51 كجم
- 1968–2008: 48–51 كجم
- 2012– : 49–52 كجم

| الدورة           | الذهبية                          | الفضية                                | البرونزية                                                               |
| ---------------- | -------------------------------- | ------------------------------------- | ----------------------------------------------------------------------- |
| سانت لويس 1904 ‏  | جورج فينيغان (الولايات المتحدة)  | مايلز بورك (الولايات المتحدة)         | لم تمنح لأحد                                                            |
| 1908–1912        | غير مدرجة في البرنامج الأولمبي   | غير مدرجة في البرنامج الأولمبي        | غير مدرجة في البرنامج الأولمبي                                          |
| أنتويرب 1920 ‏    | فرانكي خينارو (الولايات المتحدة) | أندرس بيترسن (الدنمارك)               | وليام كوتشبيرتسون (بريطانيا العظمى)                                     |
| باريس 1924 ‏      | فيدل لاباربا (الولايات المتحدة)  | جيمس ماكنزي (بريطانيا العظمى)         | ريموند في (الولايات المتحدة)                                            |
| أمستردام 1928 ‏   | أنتال كوكسيس (المجر)             | أرماند آبيل (فرنسا)                   | كارلو كافانيولي (إيطاليا)                                               |
| لوس أنجلوس 1932 ‏ | إستفان إنكز (المجر)              | فرانسيسكو كابانياس (المكسيك)          | لويس ساليكا (الولايات المتحدة)                                          |
| برلين 1936 ‏      | ويلي كايسر (ألمانيا)             | غافينو ماتا (إيطاليا)                 | لويس لوري (الولايات المتحدة)                                            |
| لندن 1948 ‏       | باسكوال بيريز (الأرجنتين)        | سبارتاكو باندينلي (إيطاليا)           | هان سو آن (كوريا الجنوبية)                                              |
| هلسنكي 1952 ‏     | نيت بروكس (الولايات المتحدة)     | إدغار بازل (ألمانيا)                  | أنانتولي بولاكوف (الاتحاد السوفيتي) · ويلي تويل (جنوب إفريقيا)          |
| ملبورن 1956 ‏     | تيرينس سبينكس (بريطانيا العظمى)  | ميرسيا دوبريسكو (رومانيا)             | جون كالدويل (جزيرة أيرلندا) · رينيه ليبر (فرنسا)                        |
| روما 1960 ‏       | جولا توروك (المجر)               | سيرجي سيفكو (الاتحاد السوفيتي)        | عبد المنعم الجندي (مصر) · كيوشي تانابي (اليابان)                        |
| طوكيو 1964 ‏      | فرناندو اتزوري (إيطاليا)         | أرتور أوليش (بولندا)                  | روبرت كارمودي (الولايات المتحدة) · ستانيسلاف سوروكين (الاتحاد السوفيتي) |
| مكسيكو سيتي 1968 | ريكاردو دلغادو (المكسيك)         | أرتور أوليش (بولندا)                  | سيرفيليو دي أوليفيرا (البرازيل) · ليو روابوغو (أوغندا)                  |
| ميونخ 1972       | جورجي كوستونتنوف ‏ (بلغاريا)      | ليو روابوغو (أوغندا)                  | ليزيك بلازنسكي (بولندا) · دوغلاس رودريغيز (كوبا)                        |
| مونتريال 1976    | ليو راندولف (الولايات المتحدة)   | رامون دوفالون (كوبا)                  | ليزيك بلازنسكي (بولندا) · ديفيد توروسيان (الاتحاد السوفيتي)             |
| موسكو 1980       | بيتر ليسوف (بلغاريا)             | فيكتور ميروسنشينكو (الاتحاد السوفيتي) | هيو روسل (جزيرة أيرلندا) · يانوس فاردي (المجر)                          |
| لوس أنجلوس 1984  | ستيف مكروري (الولايات المتحدة)   | ريدزيب ريدزوبوفكسي (يوغوسلافيا)       | إبراهيم بلالي (كينيا) · أيون كان (تركيا)                                |
| سول 1988         | كيم كوانغ سن (كوريا الجنوبية)    | أندرياس تيوز (ألمانيا الشرقية)        | ماريو غونزاليس (ملاكم) (المكسيك) · تيموفي سكرابين (الاتحاد السوفيتي)    |
| برشلونة 1992     | تشوي تشول سو (كوريا الشمالية)    | راؤول غونزاليز (كوبا)                 | تيم أوستن (الولايات المتحدة) · إستفان كوفاكس (المجر)                    |
| أتلانتا 1996     | مايكرو روميرو (كوبا)             | بولات زوماديلوف (كازاخستان)           | زولتان لونكا (ألمانيا) · ألبرت بيكيف (روسيا)                            |
| سيدني 2000       | ويجان بونليد (تايلاند)           | بولات زوماديلوف (كازاخستان)           | فولوديمير سيدورينكو (أوكرانيا) · جيروم توماس (ملاكم) (فرنسا)            |
| أثينا 2004       | يوريوركيس غامبوا (كوبا)          | جيروم توماس (ملاكم) (فرنسا)           | فؤاد أسلانوف (أذربيجان) · روستامودزا رحيموف (ألمانيا)                   |
| بكين 2008        | سومجيت جونغجوهور (تايلاند)       | أندريه لافيتا (كوبا)                  | فينتشنزو بيكاردي (إيطاليا) · جورجي بالاكشين (روسيا)                     |
| لندن 2012        | روبيزي راميرز (كوبا)             | نيامباريان توغستسوغت (منغوليا)        | ميشا ألويان (روسيا) · مايكل كونلان (جزيرة أيرلندا)                      |
| ريو 2016         | شاكوبيدين زويوروف (أوزبكستان)    | شاغر                                  | يول فينول (فنزويلا) · هو جيانغوان (الصين)                               |
| طوكيو 2020       |                                  |                                       |                                                                         |

#### وزن البانتام
- 1904: 105-115 باوند (47.6-52.2 كجم)
- 1908: حتى 116 باوند (52.6 كجم)
- 1920–1928: 112-118 باوند (50.8-53.5 كجم)
- 1932–1936: 112-119 باوند (50.8-54.0 كجم)
- 1948–2008 : 51–54 كجم
- 2012 - : 52–56 كجم

| الدورة           | الذهبية                                                  | الفضية                                | البرونزية                                                           |
| ---------------- | -------------------------------------------------------- | ------------------------------------- | ------------------------------------------------------------------- |
| سانت لويس 1904 ‏  | أوليفر كيرك (الولايات المتحدة)                           | جورج فينيغان (الولايات المتحدة)       | None awarded                                                        |
| لندن 1908 ‏       | هنري توماس (ملاكم) (بريطانيا العظمى)                     | جون كوندون (بريطانيا العظمى)          | وليام ويب (بريطانيا العظمى)                                         |
| ستوكهولم 1912    | غير مدرجة في البرنامج الأولمبي                           | غير مدرجة في البرنامج الأولمبي        | غير مدرجة في البرنامج الأولمبي                                      |
| أنتويرب 1920 ‏    | كلارنس ووكر (جنوب إفريقيا)                               | كريس غراهام (كندا)                    | جورج ماكنزي (بريطانيا العظمى)                                       |
| باريس 1924 ‏      | ويليام الكسندر سميث (جنوب إفريقيا)                       | سالفاتور طريبولي (الولايات المتحدة)   | جان سيس (فرنسا)                                                     |
| أمستردام 1928 ‏   | فيتوريو تاماغنيني (إيطاليا)                              | جون دالي (الولايات المتحدة)           | هاري إيزاكس (جنوب إفريقيا)                                          |
| لوس أنجلوس 1932 ‏ | هوراس جوين (كندا)                                        | هانز زيغلارسكي (ألمانيا)              | خوسيه فيلانويفا (الفلبين)                                           |
| برلين 1936 ‏      | أولديركو سيرغو (إيطاليا)                                 | جاك ويلسون (ملاكم) (الولايات المتحدة) | فيديل أورتيز (المكسيك)                                              |
| لندن 1948 ‏       | تيبور سيك (المجر)                                        | جيوفاني زوداس (إيطاليا)               | خوان إيفانجليستا فينيغاس (بورتوريكو)                                |
| هلسنكي 1952 ‏     | بينتي هامانينين (فنلندا)                                 | جون ماكنالي (جزيرة أيرلندا)           | إينادي غاربوزوف (الاتحاد السوفيتي) · كانغ جون هو (كوريا الجنوبية)   |
| ملبورن 1956 ‏     | فولفغانغ بهرندت (فريق عموم ألمانيا في الألعاب الأولمبية) | سونغ سون تشون (كوريا الجنوبية)        | كلاوديو باريينتوس (تشيلي) · فريدي غيلروي (جزيرة أيرلندا)            |
| روما 1960 ‏       | أوليغ جريجورييف (الاتحاد السوفيتي)                       | أول زامباريني (إيطاليا)               | برونون بنديغ (بولندا) · أوليفر تايلور (أستراليا)                    |
| طوكيو 1964 ‏      | تاكاو ساكوراي (اليابان)                                  | تشونغ شين تشو (كوريا الجنوبية)        | خوان فابيلا مندوزا (المكسيك) · واشنطن رودريغيز (ملاكم) (الأوروغواي) |
| مكسيكو سيتي 1968 | فاليريان سوكولوف (الاتحاد السوفيتي)                      | إريدادي موكوانغا (أوغندا)             | تشانغ كيو تشول (كوريا الجنوبية) · إيجي موريوكا (اليابان)            |
| ميونخ 1972       | أورلاندو مارتينيز (كوبا)                                 | ألفونسو زامورا (المكسيك)              | ريكاردو كاريراس (الولايات المتحدة) · جورج توربين (بريطانيا العظمى)  |
| مونتريال 1976    | كو يونغ-جو (كوريا الشمالية)                              | تشارلز موني (الولايات المتحدة)        | باتريك كاوديل (بريطانيا العظمى) · فيكتور ريباكوف (الاتحاد السوفيتي) |
| موسكو 1980       | خوان باوتيستا هيرنانديز بيريز (كوبا)                     | برناردو بينيانو (فنزويلا)             | مايكل أنتوني (غيانا) · دوميترو سيبر (رومانيا)                       |
| لوس أنجلوس 1984  | ماوريتسيو ستيكا (إيطاليا)                                | هيكتور لوبيز (المكسيك)                | بيدرو نولاسكو (جمهورية الدومينيكان) · دايل والترز (كندا)            |
| سول 1988         | كينيدي ماكيني (الولايات المتحدة)                         | أليكساندر خريستوف (بلغاريا)           | فاجول مولسان (تايلاند) · خورخي خوليو روشا (كولومبيا)                |
| برشلونة 1992     | جويل كاسامايور (كوبا)                                    | واين مكولوغ (جزيرة أيرلندا)           | محمد عشيق (المغرب) · ري جوانغ سيك (كوريا الشمالية)                  |
| أتلانتا 1996     | إستفان كوفاكس (المجر)                                    | أرنالدو ميسا (كوبا)                   | فيتشيراتشانون خادبو (تايلاند) · ريكول مالاخبيكوف (روسيا)            |
| سيدني 2000       | غييرمو ريجوندو (كوبا)                                    | ريكول مالاخبيكوف (روسيا)              | سيرهي دانيلتشنكو (أوكرانيا) · كلارنس فينسون (الولايات المتحدة)      |
| أثينا 2004       | غييرمو ريجوندو (كوبا)                                    | وورابوج بيتشكوم (تايلاند)             | أغاسي مامادوف (أذربيجان) · باهوديرجون سلطانوف (أوزبكستان)           |
| بكين 2008        | إنخباتين بدار أوغان (منغوليا)                            | يانكيل ليون (كوبا)                    | برونو جولي (موريشيوس) · فيسيسلاف جويجان (مولدوفا)                   |
| لندن 2012        | لوك كامبل (بريطانيا العظمى)                              | جون جو نيفين (جزيرة أيرلندا)          | لازارو ألفاريز (كوبا) · ساتوشي شيميزو (اليابان)                     |
| ريو 2016         | روبيزي راميرز (كوبا)                                     | شاكور ستيفنسون (الولايات المتحدة)     | فلاديمير نيكيتين (روسيا) · مورودجون أخماداليف (أوزبكستان)           |
| طوكيو 2020       |                                                          |                                       |                                                                     |

#### الوزن الخفيف
- 1904: 125-135 باوند (56.7-61.2 كجم)
- 1908: 126-140 باوند (57.2-63.5 كجم)
- 1920–1936: 126-135 باوند (57.2-61.2 كجم)
- 1948: 58–62 كجم
- 1952–2008 : 57–60 كجم
- 2012 - : 56–60 كجم

| الدورة           | الذهبية                               | الفضية                                               | البرونزية                                                          |
| ---------------- | ------------------------------------- | ---------------------------------------------------- | ------------------------------------------------------------------ |
| سانت لويس 1904 ‏  | هاري سبانجر (الولايات المتحدة)        | راسل فان هورن (الولايات المتحدة)                     | بيتر ستورهولت (الولايات المتحدة)                                   |
| لندن 1908 ‏       | فريدريك غريس (بريطانيا العظمى)        | فريدريك سبيلر (بريطانيا العظمى)                      | هاري جونسون ‏ (بريطانيا العظمى)                                     |
| ستوكهولم 1912    | غير مدرجة في البرنامج الأولمبي        | غير مدرجة في البرنامج الأولمبي                       | غير مدرجة في البرنامج الأولمبي                                     |
| أنتويرب 1920 ‏    | صامويل موسبرغ (الولايات المتحدة)      | جوتفريد جوهانسن (الدنمارك)                           | كلارنس نيوتن (كندا)                                                |
| باريس 1924 ‏      | هانز جيكوب نيلسن (الدنمارك)           | ألفريدو كوبيلو (الأرجنتين)                           | فريدريك بويلشتاين (الولايات المتحدة)                               |
| أمستردام 1928 ‏   | كارلو أورلاندي (إيطاليا)              | ستيفن هاليكو (الولايات المتحدة)                      | غونار بيرغرين (السويد)                                             |
| لوس أنجلوس 1932 ‏ | لورنس ستيفنز (جنوب إفريقيا)           | ثوري أهلكفيست (السويد)                               | ناثان بور (الولايات المتحدة)                                       |
| برلين 1936 ‏      | ئغمري هارانغي (المجر)                 | نيكولاي ستيبولوف (إستونيا)                           | إريك أوغرن (السويد)                                                |
| لندن 1948 ‏       | جيرالد دراير (جنوب إفريقيا)           | جوزيف فيسر (بلجيكا)                                  | سفيند ود (الدنمارك)                                                |
| هلسنكي 1952 ‏     | أوريليانو بولونيزي (إيطاليا)          | أليكسي أنتكيويتش (بولندا)                            | جورجي فيات (رومانيا) · إركي باكانين (فنلندا)                       |
| ملبورن 1956 ‏     | ريتشارد مكتاغارت (بريطانيا العظمى)    | هاري كورشات (فريق عموم ألمانيا في الألعاب الأولمبية) | توني بيرن (جزيرة أيرلندا) · أناتولي لاغيتكو (الاتحاد السوفيتي)     |
| روما 1960 ‏       | كازيميرز بايدزيور (بولندا)            | ساندرو لوبوبولو (إيطاليا)                            | أبيل لاودونيو (الأرجنتين) · ريتشارد مكتاغارت (بريطانيا العظمى)     |
| طوكيو 1964 ‏      | جوزيف جرودزيتش (بولندا)               | فيليكتون بارانيكوف (الاتحاد السوفيتي)                | رونالد ألن هاريس (الولايات المتحدة) · جيم مكورت (جزيرة أيرلندا)    |
| مكسيكو سيتي 1968 | روني هاريس (الولايات المتحدة)         | جوزيف جرودزيتش (بولندا)                              | كالسترات كوشوف (رومانيا) · زفونيمير فوجين (يوغوسلافيا)             |
| ميونخ 1972       | يان سزكزيبايسكي (بولندا)              | لازلو أوربان (المجر)                                 | صامويل مبوغوا (كينيا) · ألفونسو بيريز (كولومبيا)                   |
| مونتريال 1976    | هوارد ديفيس جونيور (الولايات المتحدة) | سيميون كوشوف (رومانيا)                               | إيس روسيفسكي (يوغوسلافيا) · فاسيلي سولومين (الاتحاد السوفيتي)      |
| موسكو 1980       | أنخيل هيريرا فيرا (كوبا)              | فيكتور ديميانينكو (الاتحاد السوفيتي)                 | كازيميرز أداش (بولندا) · ريتشارد نوفاكوفسكي (ألمانيا الشرقية)      |
| لوس أنجلوس 1984  | برنل ويتيكر (الولايات المتحدة)        | لويس أورتيز (بورتوريكو)                              | تشون تشيل سونغ (كوريا الجنوبية) · مارتن ندونغو-إيبانغا (الكاميرون) |
| سول 1988         | أندرياس زاولو (ألمانيا الشرقية)       | جورج سكوت (السويد)                                   | رومليس إليس (الولايات المتحدة) · نيرغوين انخباط (منغوليا)          |
| برشلونة 1992     | أوسكار دي لا هويا (الولايات المتحدة)  | ماركو رودولف (ألمانيا)                               | ناميلين بايارسايخان (منغوليا) · هونغ سونغ سيك (كوريا الجنوبية)     |
| أتلانتا 1996     | حسين سلطاني (الجزائر)                 | تونتشو تونتشيف (بلغاريا)                             | تيرانس كاوثين (الولايات المتحدة) · ليونارد دوروفتي (رومانيا)       |
| سيدني 2000       | ماريو كيندلين (كوبا)                  | أندرياس كوتيلنيك (أوكرانيا)                          | كريستان بيخارانو (المكسيك) · ألكسندر ماليتين (روسيا)               |
| أثينا 2004       | ماريو كيندلين (كوبا)                  | أمير خان (بريطانيا العظمى)                           | مراد خراشيف (روسيا) · سيريك يلويوف (كازاخستان)                     |
| بكين 2008        | أليكسي تيشينكو (روسيا)                | داوودا سو (فرنسا)                                    | هراشيك جافاخيان (أرمينيا) · يوردنيس أوغاس (كوبا)                   |
| لندن 2012        | فاسيل لوماتشينكو (أوكرانيا)           | هان سون تشول (كوريا الجنوبية)                        | إفالداس بيتروسكاس (ليتوانيا) · ياسنيل توليدو (كوبا)                |
| ريو 2016         | روبسون كونسيساو (البرازيل)            | سفيان أوميها (فرنسا)                                 | لازارو ألفاريز (كوبا) · دورجنامبوغين أوتغوندالاي (منغوليا)         |
| طوكيو 2020       |                                       |                                                      |                                                                    |

#### وزن الويلتر الخفيف
- 1952–2000: 60-63.5 كجم
- 2004–2016: 60–64 كجم

| الدورة           | الذهبية                                  | الفضية                                      | البرونزية                                                            |
| ---------------- | ---------------------------------------- | ------------------------------------------- | -------------------------------------------------------------------- |
| هلسنكي 1952 ‏     | تشارلز أدكنز (الولايات المتحدة)          | فيكتور ميدنوف (الاتحاد السوفيتي)            | إركي مالينيوس (فنلندا) · برونو فيسينتين (إيطاليا)                    |
| ملبورن 1956 ‏     | فلاديمير يينغبيريان (الاتحاد السوفيتي)   | فرانكو نينسي (إيطاليا)                      | كونستنتين دوميترسكو (رومانيا) · هنري لوبيشر (جنوب إفريقيا)           |
| روما 1960 ‏       | بوهوميل نيمتشيك (تشيكوسلوفاكيا)          | كليمنت كوارتي (غانا)                        | كوينسي دانيالز (الولايات المتحدة) · ماريان كاسبرزيك (بولندا)         |
| طوكيو 1964 ‏      | جيرزي كوليج (بولندا)                     | يفغيني فاسيليفيتش فرولوف (الاتحاد السوفيتي) | إدي بلاي (غانا) · حبيب قلحية (تونس)                                  |
| مكسيكو سيتي 1968 | جيرزي كوليج (بولندا)                     | إنريكي ريغويراس (كوبا)                      | أرتو نيلسون (فنلندا) · جيمس والينغتون (الولايات المتحدة)             |
| ميونخ 1972       | شوجار راي سيليس (الولايات المتحدة)       | أنجيل أنجيلوف (بلغاريا)                     | Issaka Daborg (النيجر) · زفونيمير فوجين (يوغوسلافيا)                 |
| مونتريال 1976    | شوغر راي ليونارد (الولايات المتحدة)      | أندريه ألداما (كوبا)                        | فلاديمير كوليف (بلغاريا) · كازيميرز شتيربا (بولندا)                  |
| موسكو 1980       | باتريسيو أوليفا (إيطاليا)                | سريك كوناكباييف (الاتحاد السوفيتي)          | خوسيه أغويلار (كوبا) · توني ويليس (بريطانيا العظمى)                  |
| لوس أنجلوس 1984  | جيري بيدج (الولايات المتحدة)             | دهاوي أومبونماها (تايلاند)                  | ميرسيا فولغر (رومانيا) · ميركو بوزوفيتش (يوغوسلافيا)                 |
| سول 1988         | فياتشيسلاف يانوفسكي (الاتحاد السوفيتي)   | غراهام تشيني ‏ (أستراليا)                    | رينر جيس (ألمانيا الغربية) · لارس ميربيرغ (السويد)                   |
| برشلونة 1992     | هيكتور فينت (كوبا)                       | مارك ليدوك (كندا)                           | ليونارد دوروفتي (رومانيا) · جيري كجول (فنلندا)                       |
| أتلانتا 1996     | هيكتور فينت (كوبا)                       | أوكتاي أركال (ألمانيا)                      | فتحي الميساوي (تونس) · بولات نيزيمبيتوف (كازاخستان)                  |
| سيدني 2000       | مامامتكودر عبد الله (أوزبكستان)          | ريكاردو وليامس (الولايات المتحدة)           | محمد علالو (الجزائر) · ديوجينيس لونا (كوبا)                          |
| أثينا 2004       | مانوس بونجمونغ (تايلاند)                 | يوديل جونسون (كوبا)                         | بوريس جورجييف (بلغاريا) · إيونيت غيورغي (رومانيا)                    |
| بكين 2008        | مانويل فيليكس دياز (جمهورية الدومينيكان) | مانوس بونجمونغ (تايلاند)                    | رونيل إغليسياس (كوبا) · ألكسي فاستين (فرنسا)                         |
| لندن 2012        | رونيل إغليسياس (كوبا)                    | دينيس بيرينتشيك (أوكرانيا)                  | فينتشنزو مانغاياكابري (إيطاليا) · أورانتشيميغن مونك إرديني (منغوليا) |
| ريو 2016         | فازليدين غايبنازاروف (أوزبكستان)         | كولازو سوتومايور (أذربيجان)                 | أرتيم هاروتيونيان (ألمانيا) · فيتالي دونايتسيف (روسيا)               |

#### وزن الويلتر
- 1904: 135-145 باوند (61.2-65.8 كجم)
- 1920–1936: 135-147 باوند (61.2-66.7 كجم)
- 1948: 62–67 كجم
- 1952–2000: 63.5–67 كجم
- 2004 - : 64–69 كجم

| الدورة           | الذهبية                               | الفضية                             | البرونزية                                                         |
| ---------------- | ------------------------------------- | ---------------------------------- | ----------------------------------------------------------------- |
| سانت لويس 1904 ‏  | ألبرت يونغ (ملاكم) (الولايات المتحدة) | هاري سبانجر (الولايات المتحدة)     | جو ليدون (الولايات المتحدة)                                       |
| 1908–1912        | غير مدرجة في البرنامج الأولمبي        | غير مدرجة في البرنامج الأولمبي     | غير مدرجة في البرنامج الأولمبي                                    |
| أنتويرب 1920 ‏    | بيرت شنايدر (ملاكم) (كندا)            | ألكسندر أيرلاند (بريطانيا العظمى)  | فريدريك كولبيرغ (الولايات المتحدة)                                |
| باريس 1924 ‏      | جان ديلارج (بلجيكا)                   | هيكتور منديز (الأرجنتين)           | دوغلاس لويس (كندا)                                                |
| أمستردام 1928 ‏   | تيد مورغان (نيوزيلندا)                | راؤول لانديني (الأرجنتين)          | ريمون سمايلي (كندا)                                               |
| لوس أنجلوس 1932 ‏ | إدوارد فلين (الولايات المتحدة)        | إريك كامب (ألمانيا)                | برونو أهلبرغ (فنلندا)                                             |
| برلين 1936 ‏      | ستين سوفيو (فنلندا)                   | مايكل موراخ (ألمانيا)              | جيرهارد بيدرسن (الدنمارك)                                         |
| لندن 1948 ‏       | Július Torma (تشيكوسلوفاكيا)          | هانك هيرينغ (الولايات المتحدة)     | أليساندرو دي أوتافيو (إيطاليا)                                    |
| هلسنكي 1952 ‏     | زيغمونت شيخوا (بولندا)                | سيرجي شيربكوف (الاتحاد السوفيتي)   | غانثر هايدمان (ألمانيا) · فيكتور يورغينسن (الدنمارك)              |
| ملبورن 1956 ‏     | نيكولاي لينكا (رومانيا)               | فريد تيدت (جزيرة أيرلندا)          | نيكولاس غارغانو (بريطانيا العظمى) · كيفن جون جوغارث (أستراليا)    |
| روما 1960 ‏       | نينو بنفينوتي (إيطاليا)               | يوري رادونياك (الاتحاد السوفيتي)   | ليزيك دروغوز (بولندا) · جيمي لويد (بريطانيا العظمى)               |
| طوكيو 1964 ‏      | ماريان كاسبرزيك (بولندا)              | ريكاردس تاموليس (الاتحاد السوفيتي) | سيلفانو بيرتيني (إيطاليا) · بيرتي بوروونين (فنلندا)               |
| مكسيكو سيتي 1968 | مانفريد وولكي (ألمانيا الشرقية)       | جوزيف بيسالا (الكاميرون)           | ماريو غويلوتي (الأرجنتين) · فلاديمير موساليموف (الاتحاد السوفيتي) |
| ميونخ 1972       | إميليو كوريا (كوبا)                   | يانوس كاجدي (المجر)                | ريتشارد مورونغا (كينيا) · جيسي فالديز (الولايات المتحدة)          |
| مونتريال 1976    | يوخن باتشفيلد (ألمانيا الشرقية)       | بيدرو غامارو (فنزويلا)             | رينهارد سكرايسك (ألمانيا الغربية) · فيكتور زيلبرمان (رومانيا)     |
| موسكو 1980       | أندريه ألداما (كوبا)                  | جون موغابي (أوغندا)                | كارل هاينز كروغر (ألمانيا الشرقية) · كازيميرز شتيربا (بولندا)     |
| لوس أنجلوس 1984  | مارك برلاند (الولايات المتحدة)        | آن يونغ-سو (كوريا الجنوبية)        | لوتشيانو برونو (إيطاليا) · جوني نيما (فنلندا)                     |
| سول 1988         | روبرت وانغيلا (كينيا)                 | لوران بدواني (فرنسا)               | جان ديداك (بولندا) · كينيث غولد (الولايات المتحدة)                |
| برشلونة 1992     | مايكل كاروث (جزيرة أيرلندا)           | خوان هيرنانديز سييرا (كوبا)        | أنيبال سانتياغو أسيفيدو (بورتوريكو) · أرخوم تشينغلاي (تايلاند)    |
| أتلانتا 1996     | أوليغ سايتوف (روسيا)                  | خوان هيرنانديز سييرا (كوبا)        | دانيال سانتوس (بورتوريكو) · ماريان سيميون (رومانيا)               |
| سيدني 2000       | أوليغ سايتوف (روسيا)                  | سيرجي دوتسينكو (أوكرانيا)          | فيتالي غروتشاك (مولدوفا) · دورل سيميون (رومانيا)                  |
| أثينا 2004       | بختيار أرتاييف (كازاخستان)            | لورينزو أراغون (كوبا)              | كيم جونغ جو (كوريا الجنوبية) · أوليغ سايتوف (روسيا)               |
| بكين 2008        | بخيت سارسيكبايف (كازاخستان)           | كارلوس بانو (كوبا)                 | كانات إسلام (الصين) · كيم جونغ جو (كوريا الجنوبية)                |
| لندن 2012        | سريك سابييف (كازاخستان)               | فريد إيفانز (بريطانيا العظمى)      | تاراس شيليستوك (أوكرانيا) · أندريه زامكوفوي (روسيا)               |
| ريو 2016         | دانيار يوليوسينوف (كازاخستان)         | شاخرام جياسوف (أوزبكستان)          | محمد ربيعي (المغرب) · سليمان سيسوكو (فرنسا)                       |
| طوكيو 2020       |                                       |                                    |                                                                   |

#### الوزن المتوسط
- 1904: 145-158 باوند (65.8-71.7 كجم)
- 1908: 140-158 باوند (63.5-71.7 كجم)
- 1920–1936: 147-160 باوند (66.7-72.6 كجم)
- 1948: 67–73 كجم
- 1952–2000: 71–75 كجم
- 2004 - : 69–75 كجم

#### الوزن الثقيل الخفيف
- 1920–1936: 160-175 باوند (72.6-79.4 كجم)
- 1948: 73–80 كجم
- 1952 - : 75–81 كجم

| الدورة           | الذهبية                                | الفضية                                             | البرونزية                                                          |
| ---------------- | -------------------------------------- | -------------------------------------------------- | ------------------------------------------------------------------ |
| سانت لويس 1904 ‏  | تشارلز ماير (ملاكم) (الولايات المتحدة) | بنيامين سبرادلي (الولايات المتحدة)                 | None awarded                                                       |
| لندن 1908 ‏       | جوني دوغلاس (بريطانيا العظمى)          | ريجينالد بيكر (أسترالاسيا)                         | وليام فيلو (بريطانيا العظمى)                                       |
| ستوكهولم 1912    | غير مدرجة في البرنامج الأولمبي         | غير مدرجة في البرنامج الأولمبي                     | غير مدرجة في البرنامج الأولمبي                                     |
| أنتويرب 1920 ‏    | هاري مالين (بريطانيا العظمى)           | جورج برود أوم (كندا)                               | مو هيرسكوفيتش (كندا)                                               |
| باريس 1924 ‏      | هاري مالين (بريطانيا العظمى)           | جون إليوت (بريطانيا العظمى)                        | جوزيف جول بيكن (بلجيكا)                                            |
| أمستردام 1928 ‏   | بييرو توسكاني (إيطاليا)                | جان هيومانيك (تشيكوسلوفاكيا)                       | ليونارد ستييرت (بلجيكا)                                            |
| لوس أنجلوس 1932 ‏ | كارمن بارت (الولايات المتحدة)          | أمادو أزار (الأرجنتين)                             | إرنست بيرس (جنوب إفريقيا)                                          |
| برلين 1936 ‏      | جان ديسبو (فرنسا)                      | هنري تيلر (النرويج)                                | راؤول فياريال (الأرجنتين)                                          |
| لندن 1948 ‏       | لازلو باب (المجر)                      | جوني رايت (بريطانيا العظمى)                        | إيفانو فونتانا (إيطاليا)                                           |
| هلسنكي 1952 ‏     | فلويد باترسون (الولايات المتحدة)       | فاسيلي تيتا (رومانيا)                              | بوريس نيكولوف (بلغاريا) · ستيغ شولين (السويد)                      |
| ملبورن 1956 ‏     | جينادي شاتكوف (الاتحاد السوفيتي)       | رامون تابيا (تشيلي)                                | غيلبرت تشابرون (فرنسا) · فيكتور زالازار (الأرجنتين)                |
| روما 1960 ‏       | إيدي كروك (الولايات المتحدة)           | تاديوس والسيك (بولندا)                             | يفجيني فيوفانوف (الاتحاد السوفيتي) · أيون مونيا (رومانيا)          |
| طوكيو 1964 ‏      | فاليري بوبينشينكو (الاتحاد السوفيتي)   | إميل شولز (فريق عموم ألمانيا في الألعاب الأولمبية) | فرانكو فالي (إيطاليا) · تاديوس والسيك (بولندا)                     |
| مكسيكو سيتي 1968 | كريس فينيجان (بريطانيا العظمى)         | أليكسي كيسيليوف (الاتحاد السوفيتي)                 | ألفرد جونز (ملاكم) (الولايات المتحدة) · أوغستين زاراغوزا (المكسيك) |
| ميونخ 1972       | فياتشيسلاف ليميشيف (الاتحاد السوفيتي)  | ريما فيرتانن (فنلندا)                              | برينس أمارتي (غانا) · مارفن جونسون (ملاكم) (الولايات المتحدة)      |
| مونتريال 1976    | مايكل سبينكس (الولايات المتحدة)        | روفت ريسيليف (الاتحاد السوفيتي)                    | لويس مارتينيز (كوبا) · أليك نوستاك (رومانيا)                       |
| موسكو 1980       | خوسيه غوميز مستيليير (كوبا)            | فيكتور سافتشينكو (الاتحاد السوفيتي)                | جيرزي ريبيكي (بولندا) · فالنتين سيلاغي (رومانيا)                   |
| لوس أنجلوس 1984  | شين جون سوب (كوريا الجنوبية)           | فيرجيل هيل (الولايات المتحدة)                      | أريستيدس غونزاليز (بورتوريكو) · محمد زاوي (الجزائر)                |
| سول 1988         | هنري ماسك (ألمانيا الشرقية)            | إجيرتون ماركوس (كندا)                              | كريس ساندي (كينيا) · حسين شاه (باكستان)                            |
| برشلونة 1992     | أرييل هيرنانديز (كوبا)                 | كريس بيرد (الولايات المتحدة)                       | كريس جونسون (ملاكم) (كندا) · لي سونغ-باي (كوريا الجنوبية)          |
| أتلانتا 1996     | أرييل هيرنانديز (كوبا)                 | مالك بيليرولو (تركيا)                              | محمد بحاري (الجزائر) · رهوشي ويلز (الولايات المتحدة)               |
| سيدني 2000       | خورخي جوتيريز (كوبا)                   | غيداربيك غيداربيكوف (روسيا)                        | فوغار ألاكباروف (أذربيجان) · زولت إردي (المجر)                     |
| أثينا 2004       | غيداربيك غيداربيكوف (روسيا)            | غينادي جولوفكين (كازاخستان)                        | أندريه ديرل (الولايات المتحدة) · سوريا براساثينفيماي (تايلاند)     |
| بكين 2008        | جيمس ديجالي (بريطانيا العظمى)          | اميليو كوريا (كوبا)                                | دارين ساذرلاند (جزيرة أيرلندا) · فيجيندر سينغ (الهند)              |
| لندن 2012        | ريوتا موراتا (اليابان)                 | إسكويفا فالكاو فلورينتي (البرازيل)                 | أنتوني أغوغو (بريطانيا العظمى) · أبوس أتويف (أوزبكستان)            |
| ريو 2016         | أرلين لوبيز (كوبا)                     | بيكتيمير ميليكوزييف (أوزبكستان)                    | كامران شاخسوفارلي (أذربيجان) · ميسيل رودريغيز (المكسيك)            |
| طوكيو 2020       | ميثم محمد (العراق)                     | ايكر باشيون (الولايات المتحدة)                     | أرلين لوبيز (كوبا)                                                 |

| الدورة           | الذهبية                            | الفضية                                  | البرونزية                                                           |
| ---------------- | ---------------------------------- | --------------------------------------- | ------------------------------------------------------------------- |
| أنتويرب 1920 ‏    | إيدي إيجان (الولايات المتحدة)      | سفير سورسدال (النرويج)                  | هارولد فرانكس (بريطانيا العظمى)                                     |
| باريس 1924 ‏      | هاري ميتشيل ‏ (بريطانيا العظمى)     | ثيغ بيترسن (الدنمارك)                   | سفير سورسدال (النرويج)                                              |
| أمستردام 1928 ‏   | فيكتور أفيناندو (الأرجنتين)        | إرنست بيستولا (ألمانيا)                 | كاريل ميلجون (هولندا)                                               |
| لوس أنجلوس 1932 ‏ | ديفيد كارستينز (جنوب إفريقيا)      | جينو روسي (إيطاليا)                     | بيتر يورجينسن (الدنمارك)                                            |
| برلين 1936 ‏      | روجيه ميشيلوت (فرنسا)              | ريتشارد فوغت (ألمانيا)                  | فرانسيسكو ريزيغليون (الأرجنتين)                                     |
| لندن 1948 ‏       | جورج هنتر (ملاكم) (جنوب إفريقيا)   | دون سكوت (بريطانيا العظمى)              | ماورو سيا (الأرجنتين)                                               |
| هلسنكي 1952 ‏     | نورفيل لي (الولايات المتحدة)       | أنتونيو باكينزا (الأرجنتين)             | أناتولي بيروف (الاتحاد السوفيتي) · هاري سيلجاندر (فنلندا)           |
| ملبورن 1956 ‏     | جيمس بويد (الولايات المتحدة)       | جورجي نيجريا (رومانيا)                  | كارلوس لوكاس (تشيلي) · روموالداس موراوسكاس (الاتحاد السوفيتي)       |
| روما 1960 ‏       | محمد علي (الولايات المتحدة)        | زبيغنييف بيتشسكوفكي (بولندا)            | أنتوني ماديغان (أستراليا) · جوليو ساراودي (إيطاليا)                 |
| طوكيو 1964 ‏      | كوزيمو بينتو (إيطاليا)             | أليكسي كيسيليوف (الاتحاد السوفيتي)      | ألكسندر نيكولوف (بلغاريا) · زبيغنييف بيتشسكوفكي (بولندا)            |
| مكسيكو سيتي 1968 | داناس بوزنياكاس (الاتحاد السوفيتي) | أيون مونيا (رومانيا)                    | ستانيسلو دراغان (بولندا) · جورجي ستانكوف (بلغاريا)                  |
| ميونخ 1972       | ماتي بارلوف (يوغوسلافيا)           | غيلبرتو كاريو (كوبا)                    | يانوش جورتات (بولندا) · إزاك إخوريا (نيجيريا)                       |
| مونتريال 1976    | ليون سبينكس (الولايات المتحدة)     | سيكستوريا سوريا (كوبا)                  | كوستيكا دافينو (رومانيا) · يانوش جورتات (بولندا)                    |
| موسكو 1980       | سلوبودان كاشار (يوغوسلافيا)        | باول سكرتيش (بولندا)                    | هربرت بوخ (ألمانيا الشرقية) · ريكاردو روخاس فرياس (كوبا)            |
| لوس أنجلوس 1984  | أنطون جوسيبوفيتش (يوغوسلافيا)      | كيفن باري (نيوزيلندا)                   | إيفاندر هوليفيلد (الولايات المتحدة) · مصطفى موسى (الجزائر)          |
| سول 1988         | أندرو ماينارد (الولايات المتحدة)   | نورماغوميد شانافازوف (الاتحاد السوفيتي) | هنري بتريتش (بولندا) · دامر سكارو (يوغوسلافيا)                      |
| برشلونة 1992     | تورستن ماي (ألمانيا)               | روستيسلاف زوليشيني (الفريق الموحد)      | فويتشخ بارتنيك (بولندا) · زلتان بيريز (المجر)                       |
| أتلانتا 1996     | فاسيلي جيروف (كازاخستان)           | لي سونغ-باي (كوريا الجنوبية)            | أنطونيو تارفير (الولايات المتحدة) · توماس أولريتش (ألمانيا)         |
| سيدني 2000       | Aleksandr Lebziak (روسيا)          | رودولف كراج (جمهورية التشيك)            | أندري فيدتشوك (أوكرانيا) · سيرجي ميهايلوف (أوزبكستان)               |
| أثينا 2004       | أندريه وارد (الولايات المتحدة)     | ماغوميد أريبغادجيف (بيلاروس)            | أوتكيربيك هيدروف (أوزبكستان) · أحمد إسماعيل (ملاكم مصري) (مصر)      |
| بكين 2008        | تشانغ شياو بينغ (الصين)            | كيني إيغان (جزيرة أيرلندا)              | توني جيفريز (بريطانيا العظمى) · يركيبولان شينلييف (كازاخستان)       |
| لندن 2012        | إيغور ميخونتسيف (روسيا)            | أديلبيك نيازيمبيتوف (كازاخستان)         | ياماغوتشي فالكاو فلورنتينو (البرازيل) · أولكسندر جفوزديك (أوكرانيا) |
| ريو 2016         | خوليو سيزار لا كروز (كوبا)         | أديلبيك نيازيمبيتوف (كازاخستان)         | ماتيو باودرليكي (فرنسا) · جوشوا بواتسي (بريطانيا العظمى)            |
| طوكيو 2020       |                                    |                                         |                                                                     |

#### الوزن الثقيل
- 1904–1908: أعلى من 158 باوند (71.7 كجم)
- 1920–1936: أعلى من 175 باوند (79.4 كجم)
- 1948: أعلى من 80 كجم
- 1952–1980: أعلى من 81 كجم
- 1984 - : 81–91 كجم

| الدورة           | الذهبية                              | الفضية                                             | البرونزية                                                                            |
| ---------------- | ------------------------------------ | -------------------------------------------------- | ------------------------------------------------------------------------------------ |
| سانت لويس 1904 ‏  | صموئيل بيرغر (الولايات المتحدة)      | تشارلز ماير (ملاكم) (الولايات المتحدة)             | وليام مايكلز (الولايات المتحدة)                                                      |
| لندن 1908 ‏       | ألبرت أولدمان (بريطانيا العظمى)      | سيدني إيفانز (بريطانيا العظمى)                     | فرانك باركس (بريطانيا العظمى)                                                        |
| ستوكهولم 1912    | غير مدرجة في البرنامج الأولمبي       | غير مدرجة في البرنامج الأولمبي                     | غير مدرجة في البرنامج الأولمبي                                                       |
| أنتويرب 1920 ‏    | رونالد روسون (بريطانيا العظمى)       | سورين بيترسن (الدنمارك)                            | زافييه إلوير (فرنسا)                                                                 |
| باريس 1924 ‏      | أوتو فون بورات (النرويج)             | سورين بيترسن (الدنمارك)                            | ألفريدو بورزيو (الأرجنتين)                                                           |
| أمستردام 1928 ‏   | أرتور رودريغيز خورادو (الأرجنتين)    | نيلز رام (السويد)                                  | مايكل ميخائيلسن (الدنمارك)                                                           |
| لوس أنجلوس 1932 ‏ | سانتياغو لوفيل (الأرجنتين)           | لويجي روفاتي (إيطاليا)                             | فريدريك فيري (الولايات المتحدة)                                                      |
| برلين 1936 ‏      | هربرت رونج (ألمانيا)                 | غييرمو لوفيل (الأرجنتين)                           | إرلينغ نيلسن (ملاكم) (النرويج)                                                       |
| لندن 1948 ‏       | رافائيل إغليسياس (الأرجنتين)         | غونار نيلسون (السويد)                              | جون آرثر (جنوب إفريقيا)                                                              |
| هلسنكي 1952 ‏     | إد ساندرز (ملاكم) (الولايات المتحدة) | إينجمار يوهانسون (السويد)                          | إلكا كوسكي (فنلندا) · أندريس نيمان (جنوب إفريقيا)                                    |
| ملبورن 1956 ‏     | بيت راديماشير (الولايات المتحدة)     | ليف موخن (الاتحاد السوفيتي)                        | دانيال بيكر (جنوب إفريقيا) · جياكومو بوزانو (إيطاليا)                                |
| روما 1960 ‏       | فرانكو دي بيكولي (إيطاليا)           | دانيال بيكر (جنوب إفريقيا)                         | Josef Němec (تشيكوسلوفاكيا) · غانتر سيغموند (فريق عموم ألمانيا في الألعاب الأولمبية) |
| طوكيو 1964 ‏      | جو فريزر (الولايات المتحدة)          | هانس هوبر (فريق عموم ألمانيا في الألعاب الأولمبية) | جوسيبي روس (إيطاليا) · فاديم يميليانوف (الاتحاد السوفيتي)                            |
| مكسيكو سيتي 1968 | جورج فورمان (الولايات المتحدة)       | جوناس سيبوليس (الاتحاد السوفيتي)                   | جورجيو بامبيني (إيطاليا) · جواكين روشا (المكسيك)                                     |
| ميونخ 1972       | تيوفيلو ستيفنسون (كوبا)              | أيون أليكس (رومانيا)                               | بيتر هوسينغ (ألمانيا الغربية) · هاس ثومسن (السويد)                                   |
| مونتريال 1976    | تيوفيلو ستيفنسون (كوبا)              | ميرسيا سيمون (رومانيا)                             | كلارنس هيل (برمودا) · جون تيت (الولايات المتحدة)                                     |
| موسكو 1980       | تيوفيلو ستيفنسون (كوبا)              | بيوتر زاييف (الاتحاد السوفيتي)                     | Jürgen Fanghänel (ألمانيا الشرقية) · إستفان ليفاي (المجر)                            |
| لوس أنجلوس 1984  | هنري تيلمان (الولايات المتحدة)       | ويلي دي فيت (كندا)                                 | أنجيلو موسوني (إيطاليا) · أرنولد فانديرليدي (هولندا)                                 |
| سول 1988         | راي ميرسر (الولايات المتحدة)         | بايك هيون مان (كوريا الجنوبية)                     | أندرو جولوتا (بولندا) · أرنولد فانديرليدي (هولندا)                                   |
| برشلونة 1992     | فيليكس سافون (كوبا)                  | ديفيد إيزونريتي (نيجيريا)                          | ديفيد توا (نيوزيلندا) · أرنولد فانديرليدي (هولندا)                                   |
| أتلانتا 1996     | فيليكس سافون (كوبا)                  | ديفيد ديفياجبون (كندا)                             | نيت جونز (الولايات المتحدة) · لوان كراسنيكي (ألمانيا)                                |
| سيدني 2000       | فيليكس سافون (كوبا)                  | سلطان إبراهيموف (روسيا)                            | فلاديمير شانتوريا (جورجيا) · سيباستيان كوبر (ألمانيا)                                |
| أثينا 2004       | أودلانير سوليس (كوبا)                | فيكتر زوييف (بيلاروس)                              | محمد السيد (ملاكم) (مصر) · ناصر الشامي (سوريا)                                       |
| بكين 2008        | راخيم تشاخكيييف (روسيا)              | كليمنتي روسو (إيطاليا)                             | أوسماي أكوستا (كوبا) · ديونتاي وايلدر (الولايات المتحدة)                             |
| لندن 2012        | أولكسندر أوسيك (أوكرانيا)            | كليمنتي روسو (إيطاليا)                             | ترفيل بوليف (بلغاريا) · تيمور مامادوف (أذربيجان)                                     |
| ريو 2016         | إيفغيني تيششينكو (روسيا)             | فاسيلي ليفيت (كازاخستان)                           | إريسلاند سافون (كوبا) · رستم تولاغانوف (أوزبكستان)                                   |
| طوكيو 2020       |                                      |                                                    |                                                                                      |

#### الوزن الثقيل السوبر
- 1984 - : أعلى من 91 كجم

| الدورة          | الذهبية                         | الفضية                         | البرونزية                                                             |
| --------------- | ------------------------------- | ------------------------------ | --------------------------------------------------------------------- |
| لوس أنجلوس 1984 | تيريل بيغز (الولايات المتحدة)   | فرانشيسكو دامياني (إيطاليا)    | عزيز صالحو (يوغوسلافيا) · روبرت ويلز (بريطانيا العظمى)                |
| سول 1988        | لينوكس لويس (كندا)              | ريديك باو (الولايات المتحدة)   | أليكساندر ميروشنيشنكو (الاتحاد السوفيتي) · يانوش زارينكيويتش (بولندا) |
| برشلونة 1992    | روبرتو بالادو (كوبا)            | ريتشارد إيغبينغو (نيجيريا)     | سفيلين روسينوف (بلغاريا) · براين نيلسن (الدنمارك)                     |
| أتلانتا 1996    | فلاديمير كليتشكو (أوكرانيا)     | بايا ولفغرام (تونغا)           | أليكسي ليزن (روسيا) · دنكان دوكيواري (نيجيريا)                        |
| سيدني 2000      | أودلي هاريسون (بريطانيا العظمى) | مختارخان دلدابيكوف (كازاخستان) | باولو فيدوز (إيطاليا) · رستم سعيدوف (أوزبكستان)                       |
| أثينا 2004      | ألكسندر بوفيتكين (روسيا)        | محمد علي رضا (مصر)             | ميشيل لوبيز نونيز (كوبا) · روبرتو كاماريل (إيطاليا)                   |
| بكين 2008       | روبرتو كاماريل (إيطاليا)        | تشانغ زيلي (الصين)             | فياتشيسلاف جلازكوف (أوكرانيا) · ديفيد برايس (بريطانيا العظمى)         |
| لندن 2012       | أنتوني جوشوا (بريطانيا العظمى)  | روبرتو كاماريل (إيطاليا)       | إيفان ديتشكو (كازاخستان) · ماغوميدراسول ماجيدوف (أذربيجان)            |
| ريو 2016        | توني يوكا (فرنسا)               | جوزيف جويس (بريطانيا العظمى)   | فيليب هرغوفيش (كرواتيا) · إيفان ديتشكو (كازاخستان)                    |
| طوكيو 2020      |                                 |                                |                                                                       |

### السيدات

#### وزن الذبابة
| الدورة                                          | الذهبية                       | الفضية                   | البرونزية                                            |
| ----------------------------------------------- | ----------------------------- | ------------------------ | ---------------------------------------------------- |
| لندن 2012 ‏                                      | نقولا آدامز (بريطانيا العظمى) | رن كانكان (الصين)        | Marlen Esparza (الولايات المتحدة) · ماري كوم (الهند) |
| الملاكمة في دورة الألعاب الأولمبية الصيفية 2016 | نقولا آدامز (بريطانيا العظمى) | Sarah Ourahmoune (فرنسا) | رن كانكان (الصين) · Ingrit Valencia (كولومبيا)       |
| طوكيو 2020                                      |                               |                          |                                                      |

#### وزن الريشة
| الدورة     | الذهبية | الفضية | البرونزية |
| ---------- | ------- | ------ | --------- |
| طوكيو 2020 |         |        |           |

#### الوزن الخفيف
| الدورة     | الذهبية                     | الفضية                  | البرونزية                                                |
| ---------- | --------------------------- | ----------------------- | -------------------------------------------------------- |
| لندن 2012 ‏ | كاتي تايلور (جزيرة أيرلندا) | صوفيا أوتشيجافا (روسيا) | Mavzuna Chorieva (طاجيكستان) · Adriana Araujo (البرازيل) |
| ريو 2016   | Estelle Mossely (فرنسا)     | Yin Junhua (الصين)      | Anastasia Belyakova (روسيا) · Mira Potkonen (فنلندا)     |
| طوكيو 2020 |                             |                         |                                                          |

#### وزن الويلتر
| الدورة     | الذهبية | الفضية | البرونزية |
| ---------- | ------- | ------ | --------- |
| طوكيو 2020 |         |        |           |

#### الوزن المتوسط
| الدورة                                          | الذهبية                          | الفضية                    | البرونزية                                      |
| ----------------------------------------------- | -------------------------------- | ------------------------- | ---------------------------------------------- |
| لندن 2012 ‏                                      | كلاريسا شيلدز (الولايات المتحدة) | Nadezda Torlopova (روسيا) | Marina Volnova (كازاخستان) · Li Jinzi (الصين)  |
| الملاكمة في دورة الألعاب الأولمبية الصيفية 2016 | كلاريسا شيلدز (الولايات المتحدة) | نوشكا فونتين (هولندا)     | Dariga Shakimova (كازاخستان) · Li Qian (الصين) |
| طوكيو 2020                                      |                                  |                           |                                                |

## أحداث توقفت

### الرجال

#### وزن الريشة
- 1904: 115-125 باوند (52.2-56.7 كجم)
- 1908: 116-126 باوند (52.6-57.2 كجم)
- 1920–1928: 118-126 باوند (53.5-57.2 كجم)
- 1932–1936: 119-126 باوند (54.0-57.2 كجم)
- 1948: 54–58 كجم
- 1952–2008: 54–57 كجم

| الدورة            | الذهبية                                    | الفضية                                 | البرونزية                                                                                     |
| ----------------- | ------------------------------------------ | -------------------------------------- | --------------------------------------------------------------------------------------------- |
| سانت لويس 1904 ‏   | أوليفر كيرك (الولايات المتحدة)             | فرانك هالر (الولايات المتحدة)          | فريدريك غارفيلد جيلمور (الولايات المتحدة)                                                     |
| لندن 1908 ‏        | ريتشارد غان (بريطانيا العظمى)              | تشارلز موريس (ملاكم) (بريطانيا العظمى) | هيو رودين (بريطانيا العظمى)                                                                   |
| ستوكهولم 1912     | غير مدرجة في البرنامج الأولمبي             | غير مدرجة في البرنامج الأولمبي         | غير مدرجة في البرنامج الأولمبي                                                                |
| أنتويرب 1920 ‏     | بول فريتش (فرنسا)                          | جان جاشيت (فرنسا)                      | إدواردو غارزينا (إيطاليا)                                                                     |
| باريس 1924 ‏       | جاكي فيلدز (الولايات المتحدة)              | جوزيف سالاس (الولايات المتحدة)         | بيدرو كوارتوتشي (الأرجنتين)                                                                   |
| أمستردام 1928 ‏    | بيب فان كلافيرين (هولندا)                  | فيكتور بيرالتا (الأرجنتين)             | هارولد ديفاين (الولايات المتحدة)                                                              |
| لوس أنجلوس 1932 ‏  | كارميلو روبليدو (الأرجنتين)                | جوزيف شلينكوفر (ألمانيا)               | ألان كارلسون (السويد)                                                                         |
| برلين 1936 ‏       | أوسكار كازانوفاس (الأرجنتين)               | تشارلز كاتيرال (جنوب إفريقيا)          | جوزيف مينر (ألمانيا)                                                                          |
| لندن 1948 ‏        | إرنستو فورمينتي (إيطاليا)                  | دينيس شيبرد (جنوب إفريقيا)             | أليكسي أنتكيويتش (بولندا)                                                                     |
| هلسنكي 1952 ‏      | جان زاكارا (تشيكوسلوفاكيا)                 | سيرجيو كابراري (إيطاليا)               | ليونارد ليشينغ (جنوب إفريقيا) · جوزيف فينتاجا (فرنسا)                                         |
| ملبورن 1956 ‏      | فلاديمير سافرونوف (الاتحاد السوفيتي)       | توماس نيكولز (بريطانيا العظمى)         | بينتي هامانينين (فنلندا) · هنريك نيدويديزكي (بولندا)                                          |
| روما 1960 ‏        | فرانشيسكو موسو (إيطاليا)                   | يرزي آدمسكي (بولندا)                   | جورما ليممونين (فنلندا) · ويليام مايرز (جنوب إفريقيا)                                         |
| طوكيو 1964 ‏       | ستانيسلاف ستيباكين (الاتحاد السوفيتي)      | أنتوني فيلانويفا (الفلبين)             | تشارلز براون (ملاكم) (الولايات المتحدة) · هاينز شولز (فريق عموم ألمانيا في الألعاب الأولمبية) |
| مكسيكو سيتي 1968 ‏ | أنطونيو رولدان (المكسيك)                   | آل روبنسون (الولايات المتحدة)          | إيفان ميهايلوف (بلغاريا) · فيليب واروينج (كينيا)                                              |
| ميونخ 1972 ‏       | بوريس كوزنيتسوف (ملاكم) (الاتحاد السوفيتي) | فيليب واروينج (كينيا)                  | أندراس بوتوس (المجر) · كليمنتي روخاس (كولومبيا)                                               |
| مونتريال 1976 ‏    | أنخيل هيريرا فيرا (كوبا)                   | ريتشارد نوفاكوفسكي (ألمانيا الشرقية)   | ليشيك كوسيدوسكي (بولندا) · خوان باريديس (المكسيك)                                             |
| موسكو 1980 ‏       | رودي فينك (ألمانيا الشرقية)                | أدولفو هورتا (كوبا)                    | كريستوف كوسيدووسكي (بولندا) · فيكتور ريباكوف (الاتحاد السوفيتي)                               |
| لوس أنجلوس 1984 ‏  | ميلدريك تايلور (الولايات المتحدة)          | بيتر كونيغواشي (نيجيريا)               | تورغوت آيكاك (تركيا) · عمر كاتاري (فنزويلا)                                                   |
| سول 1988 ‏         | جيوفاني باريزي (إيطاليا)                   | دانيال دومتريسكو (رومانيا)             | عبد الحق عشيق (المغرب) · لي جاي هيوك (كوريا الجنوبية)                                         |
| برشلونة 1992 ‏     | أندرياس تيوز (ألمانيا)                     | فوستينو رييس (إسبانيا)                 | رامز بالياني (الفريق الموحد) · حسين سلطاني (الجزائر)                                          |
| أتلانتا 1996 ‏     | سوملاك كامسينغ (تايلاند)                   | سيرافيم تودوروف (بلغاريا)              | بابلو شاكون (الأرجنتين) · فلويد مايويذر جونيور (الولايات المتحدة)                             |
| سيدني 2000 ‏       | بكزات ستارتخانوف (كازاخستان)               | روكي خواريز (الولايات المتحدة)         | كمال جمالودينوف (روسيا) · طاهر التمسماني (المغرب)                                             |
| أثينا 2004        | أليكسي تيشينكو (روسيا)                     | كيم سونغ جوك (كوريا الشمالية)          | جو سوك هوان (كوريا الجنوبية) · فيتالي تاجبيرت (ألمانيا)                                       |
| بكين 2008 ‏        | فاسيل لوماتشينكو (أوكرانيا)                | خدافي دجلخير (فرنسا)                   | ياكوب كيليتش (تركيا) · شاهين عمرانوف (أذربيجان)                                               |

#### الوزن المتوسط الخفيف
- 1952–2000: 67–71 كجم

| الدورة            | الذهبية                          | الفضية                             | البرونزية                                                       |
| ----------------- | -------------------------------- | ---------------------------------- | --------------------------------------------------------------- |
| هلسنكي 1952 ‏      | لازلو باب (المجر)                | تينيس فان شالكويك (جنوب إفريقيا)   | إلاديو هيريرا (الأرجنتين) · بوريس تيشين (الاتحاد السوفيتي)      |
| ملبورن 1956 ‏      | لازلو باب (المجر)                | خوسيه توريس (الولايات المتحدة)     | جون ماكورماك (بريطانيا العظمى) · زبيغنييف بيتشسكوفكي (بولندا)   |
| روما 1960 ‏        | ويلبرت مكلور (الولايات المتحدة)  | كارميلو بوسي (إيطاليا)             | وليام فيشر (بريطانيا العظمى) · بوريس لاجوتين (الاتحاد السوفيتي) |
| طوكيو 1964 ‏       | بوريس لاجوتين (الاتحاد السوفيتي) | جوزيف غونزاليس (فرنسا)             | جوزيف جرزيسياك (بولندا) · نوجيم ماييغن (نيجيريا)                |
| مكسيكو سيتي 1968 ‏ | بوريس لاجوتين (الاتحاد السوفيتي) | رولاندو غاربي (كوبا)               | جون بالدوين (الولايات المتحدة) · غونتر ماير (ألمانيا الغربية)   |
| ميونخ 1972 ‏       | ديتر كوتيش (ألمانيا الغربية)     | فيسلاف رودكوفسكي (بولندا)          | آلان مينتر (بريطانيا العظمى) · بيتر تيبولد (ألمانيا الشرقية)    |
| مونتريال 1976 ‏    | جيرزي ريبيكي (بولندا)            | تادجيا كاتشار (يوغوسلافيا)         | رولاندو غاربي (كوبا) · فيكتور سافتشينكو (الاتحاد السوفيتي)      |
| موسكو 1980 ‏       | أرماندو مارتينيز (كوبا)          | ألكسندر كوشكين (الاتحاد السوفيتي)  | يان فرانك (تشيكوسلوفاكيا) · ديتليف كاستنر (ألمانيا الشرقية)     |
| لوس أنجلوس 1984 ‏  | فرانك تيت (الولايات المتحدة)     | شون أوسوليفان (كندا)               | كريستوف تيوزو (فرنسا) · مانفريد زيلونكا (ألمانيا الغربية)       |
| سول 1988 ‏         | بارك سي هون (كوريا الجنوبية)     | روي جونز جونيور (الولايات المتحدة) | راي داوني (كندا) · ريتشي ودهول (بريطانيا العظمى)                |
| برشلونة 1992 ‏     | خوان كارلوس ليموس (كوبا)         | أورهان ديليباش (هولندا)            | جيورجي ميزي (المجر) · روبن ريد (بريطانيا العظمى)                |
| أتلانتا 1996 ‏     | ديفيد ريد (الولايات المتحدة)     | ألفريدو دوفيرجيل (كوبا)            | يرماكان إبراهيموف (كازاخستان) · كريم تولاجانوف (أوزبكستان)      |
| سيدني 2000 ‏       | يرماكان إبراهيموف (كازاخستان)    | ماريان سيميون (رومانيا)            | جيرمين تايلور (الولايات المتحدة) · بورنتشاي ثونغبوران (تايلاند) |